# Białoruska lista katyńska
Białoruska lista katyńska dotyczy 3870 polskich obywateli (z liczby ok. 22 tys. wszystkich ofiar zbrodni katyńskiej) zamordowanych w 1940 roku przez funkcjonariuszy NKWD, na terenach położonych obecnie w Republice Białorusi. Termin ten odnosi się do list dyspozycyjnych, na podstawie których więźniowie zostali przewidziani do rozstrzelania przez NKWD na mocy decyzji Biura Politycznego KC WKP(b) z 5 marca 1940 roku. Białoruska lista katyńska dotyczy ofiar zbrodni katyńskiej - obywateli polskich, którzy zostali skierowani transportami do więzień znajdujących się na terenie Białoruskiej Socjalistycznej Republiki Radzieckiej (BSRR) (prawdopodobnie do więzienia w Mińsku). Ostatecznym celem nie było jednak internowanie a egzekucja. Formalną decyzję o rozstrzelaniu więźniów (łącznie 3870 osób) podejmowała tzw. trójka NKWD w składzie Wsiewołod Mierkułow, Bogdan Kobułow i Leonid Basztakow. Według historyków w 1940 roku powstały dwa egzemplarze białoruskiej listy katyńskiej: pierwszy z nich trafił do archiwum 1 Wydziału Specjalnego (ewidencyjno-statystycznego) NKWD ZSRR w Moskwie, a drugi pozostał w archiwum NKWD BSRR w Mińsku. Dalsze losy tych dokumentów nie są znane.
Według badań Jędrzeja Tucholskiego skazani, figurujący na białoruskiej liście katyńskiej, zostali umieszczeni na 9 listach dyspozycyjnych wysyłanych przez 1 Wydział Specjalny NKWD w Moskwie. Na ich podstawie tworzono transporty więźniów kierowanych do miejsc egzekucji. W przypadku Białorusi listy te nosiły numery: 047, 048, 049, 061, 062, 063, 068, 069, 070 (wśród list o numerach od 01 do 072, obejmujących wszystkie ofiary zbrodni katyńskiej).
Według historyków jest prawdopodobne, że więźniowie figurujący na białoruskiej liście katyńskiej zostali pochowani w Kuropatach pod Mińskiem. Jako możliwą lokalizację ukrycia zwłok ofiar zbrodni katyńskiej z Białoruskiej Listy Katyńskiej wymieniano również kilka miejsc w rejonie Mińska – Mały Trościeniec, Łoszyca, Port lotniczy Mińsk-1, Masiukowszczyzna, Drażnia, Drozdy, Urucze, tereny Mińskiej Fabryki Traktorów (MTZ), Komarówka, park Czeluskińców, a ponadto Głębokie w obwodzie witebskim.
Białoruska lista katyńska jest uznawana za jedną z największych tajemnic zbrodni katyńskiej z 1940 roku. Nie została jak dotąd odnaleziona w archiwach białoruskich ani rosyjskich. Próby jej odtworzenia prowadziła polska Prokuratura Generalna na podstawie materiałów uzyskanych od rosyjskiej Głównej Prokuratury Wojskowej w ramach pomocy prawnej w trakcie śledztwa w sprawie zbrodni katyńskiej. W 2010 roku poszukiwali jej w rosyjskich archiwach archiwiści Federalnej Służby Bezpieczeństwa (FSB). W pierwszych dniach kwietnia 2010 roku w polskiej prasie pojawiły się spekulacje, że lista mogła zostać odnaleziona; nastąpiło to po wywiadzie, jakiego udzielił rosyjskiemu dziennikowi Rossijskaja gazieta Andriej Artizow, szef rosyjskiej Federalnej Służby Archiwalnej; stwierdził on, że w rosyjskich archiwach odkryto nowe dokumenty dotyczące zbrodni katyńskiej, które pomogą „doprecyzować liczby i listy zabitych”.
W 2012 roku rosyjski historyk Nikita Pietrow, wiceprzewodniczący rosyjskiego Stowarzyszenia „Memoriał”, zwrócił uwagę, że poszukiwania białoruskiej listy katyńskiej byłyby zbędne, gdyby historycy dysponowali protokołami tzw. trójki NKWD, która w 1940 roku skazała na rozstrzelanie 21 857 ofiar zbrodni katyńskiej – protokoły te zawierały nazwiska, imiona i numery spraw wszystkich rozstrzelanych obywateli polskich, w tym również z terenu Białorusi. W 1959 roku Aleksandr Szelepin, przewodniczący KGB, zaproponował w tzw. notatce Szelepina zachowanie protokołów trójki NKWD oraz potwierdzeń wykonania decyzji trójki, mieszczących się w oddzielnej teczce; nie są znane dowody, że protokoły trójki NKWD zniszczono.
W czerwcu 2012 roku poinformowano o rzekomym odnalezieniu przez Natalię Lebiediewą białoruskiej listy katyńskiej; w rzeczywistości była to lista wszelkich konwojowań dokonywanych przez 15. Brygadę Wojsk Konwojowych NKWD w pierwszych miesiącach 1940 r., zawierająca 1996 nazwisk osób przewożonych w 1940 r. z więzień na obszarze włączonym do radzieckiej Białorusi do więzień zarządu NKWD w Mińsku. Lista ta była znana badaczom od kilkunastu lat, ujawnił ją w połowie lat 90. Aleksandr Gurjanow. Według historyków jest natomiast prawdopodobne, iż lista dotyczy m.in. osób figurujących również na białoruskiej liście katyńskiej.
W 2010 roku powstał białoruski film dokumentalny Katyń – 70. lat później (biał. Катынь. Праз 70 гадоў) autorstwa Galiny i Uładzimira Samojłau, wyemitowany 22 października 2010 roku przez telewizję „Biełsat”, którego głównym tematem jest Białoruska Lista Katyńska.